# Буассонно, Огюст
Огюст Буассонно (фр. Auguste Boissonneau; 26 июня 1802, Сомюр — 7 июля 1883, Париж) — французский орнитолог и окулярист (этот термин придумал он сам). В последнем качестве был пионером глазного протезирования. Бойссоннё готовил глазные протезы для военных и гражданских больниц.
Был награждён Орденом дубовой короны. Его не следует путать с Пьером-Огюстом Буассонно, сыном.

## Вклад в орнитологию
Как орнитолог, описал множество южноамериканских видов птиц. В его честь названы род птиц Boissonneaua (Reichenbach, 1854) и вид Pseudocolaptes boissonneautii (Lafresnaye, 1840).

## Неполная библиография
- Nouvelles espèces d’Oiseaux-Mouches de Santa-Fé de Bogota, Revue zoologique la Société cuviérienne, 1839, S. 354—356.
- Oiseaux nouveaux ou peu connus de Santa-Fé de Bogota, Revue zoologique la Société cuviérienne, 1840, S. 2-8.
- Nouvelle espèce du genre Pic, Revue zoologique la Société cuviérienne, 1840, S. 36-37
- Oiseaux nouveaux de Santa-Fé de Bogota, Revue zoologique la Société cuviérienne, 1840, S. 66-71.
- Recherche sur l’histoire des yeux artifisiels, Annales de la Société de médecine de Gand, 1843.
- Prothèse oculaire. Yeux artificiels mobiles de M. Boissonneau, 1849.
- «Methode of complete and individual appropriation of artificial eyes comprising the different kinds of advertissements, with the wood cuts belonging to them. M. Auguste Boissonneau’s moveable artificial eyes…» W. T. Soulby, 1853.
- De la Restauration de la physionomie chez les personnes privées d’un oeil, 1859.[3][4]